# Jörg Stauvermann
Jörg Stauvermann (* 20. September 1971 in Gronau) ist ein deutscher Gestalter, Kommunikationsdesigner, Ausstellungsgestalter, Kurator und Herausgeber. Seine Schwerpunkte liegen auf der Entwicklung von Corporate Designs, Konzeption von Ausstellungen, Gestaltung von Publikationen sowie der Innenarchitektur. Von 2013 bis 2023 war er Herausgeber der Satire-Zeitung Alles, alles Gute. Seit 2008 lebt und arbeitet er in Wyk auf Föhr.

## Leben
Stauvermann wuchs als Sohn eines Architekten und einer Sekretärin im Münsterland auf. Er hat eine Schwester. Bereits zu Schulzeiten zeichnete er Comics und gab mit Freunden das Comic-Magazin Mannomann heraus.
Nach Abitur und Zivildienst absolvierte er von 1992 bis 1995 eine Ausbildung zum Möbelschreiner. Von 1995 bis 1999 studierte er Industrial Design an der Universität Gesamthochschule Essen (heute: Folkwang Universität der Künste) bei Stefan Lengyel und Steffen Böckmann. Während dieser Zeit studierte er zusätzlich im Rahmen des Europäischen Zeppelin Master Course on Design in Kopenhagen an Danmarks Designskole (1997) unter Morton Lund und Erik Krogh und in Paris an der École Professionnelle Supérieure d'Arts et d'Architecture de la Ville de Paris (1998) unter Gérard Vallin und Pascal Chossegros. Ab 2000 studierte er bis 2003 in Köln an der Köln International School of Design bei Birgit Mager und Michael Erlhoff.

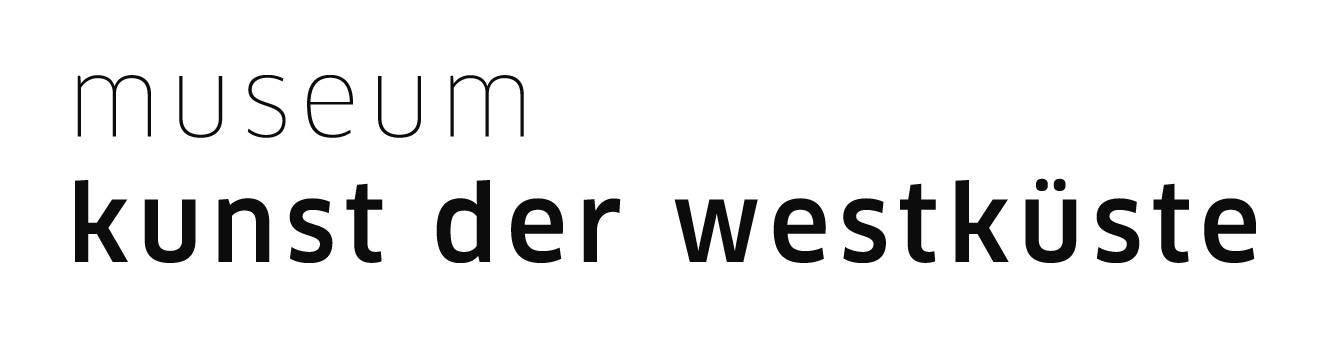
Logo des Museum Kunst der Westküste, 2008. Das Corporate Design wurde ausgezeichnet mit dem red dot design award 2011 sowie für den German Design Award 2013 nominiert.

Während seines Studiums war er zunächst in verschiedenen Agenturen und Büros als Gestalter tätig und machte sich 2001 mit einem Kommilitonen in Essen selbständig. Zwischenzeitlich hatte er Engagements bei dem amerikanischen Unterhaltungskonzern THQ Entertainment, wo er als Project Manager Art u. a. für Projekte mit Disney, Pixar, Nickelodeon, Warner und Microsoft verantwortlich war, und bei der Agentur CP/Compartner als Art Director.
2008 zog er mit seiner Frau und seinen drei Kindern von Essen auf die Nordseeinsel Föhr. Dort konzipierte er als eines seiner ersten Projekte das Erscheinungsbild des Museums Kunst der Westküste in Alkersum. Weit über 150 Einzelpositionen gestaltete er zur Eröffnung des Museums im Jahr 2009 und erhielt dafür auch mehrere Auszeichnungen. Auf der Insel Föhr prägte er weitere Institutionen und Unternehmen gestalterisch, darunter das Dr.-Carl-Häberlin-Friesen-Museum, das Kurhaushotel und das Weingut Waalem.
Seine Arbeiten zeichnen sich durch konzeptionelle Stärke und interdisziplinäre Strukturen aus. Er schafft gestalterische Zusammenhänge zwischen Architektur, Grafikdesign, Haltung und Atmosphäre. Er stellt projektbezogene Teams zusammen oder ist selbst Teil eines solchen Teams. Er war dabei u. a. für die IBA Emscherpark, das Marine-Ehrenmal in Laboe, die Nationalparks Niedersächsisches Wattenmeer, Hamburgisches Wattenmeer und Schleswig-Holsteinisches Wattenmeer, die Stiftungen Gedenkstätten Sachsen-Anhalt und Sachsen, das Rock’n’popmuseum in Gronau oder das Verkehrsmuseum Dresden tätig.
Als Kurator initiierte er drei Ausstellungen im Wyker Friesen-Museum und stellte dabei über 150 internationale Illustratoren und Comiczeichner auf der Insel Föhr aus: 2014, 2017 und 2020.
Jörg Stauvermann ist Mitglied im Verband für Ausstellungsgestaltung e. V. in Deutschland.

## Auszeichnungen (Auswahl)
- red dot design award (2011 für Museum Kunst der Westküste)[9]
- German Design Award (2015 für grotheer architektur)[10]
- German Design Award (2018 für LEMKEN[11], Buddenberg Tauchmann Architekten Düsseldorf[12], Telemann 2017[13])[14]
- Creative Communication Award (C2A) (2022 für Verkehrsmuseum Dresden)[15]
- Creative Communication Award (C2A) Special Mention (2022 für Jazz goes Föhr)[16]
- A’Design Interior Space and Exhibition Design Award (2023 für rock'n'popmuseum)[17]
- A’Design Graphics, Illustration and Visual Communication Award (2023 für Weingut Waalem)[18]
- German Design Award Special Mention (2023 für Weingut Waalem)[19][20]

## Publikationen (Auswahl)
- Jörg Stauvermann: Alles, alles Gute – Einfach gute Nachrichten für Föhr. Wyk auf Föhr. 12 Ausgaben, 2013–2023[21]
- Jörg Stauvermann (Hrsg.): Möwen. Müll. Und Meerjungfrauen. Strandgut aus der Welt der Cartoons, Comics und Illustrationen. Hamburg: Carlsen Verlag 2020
- Vom Konzept zur Ausstellung. Die Aufgabe von Ausstellungsgestaltung und Szenografie am Beispiel Ludwig lebt! Beethoven im Pop, in: Thomas Mania, Christofer Jost, Martin Pfleiderer: pop up Ausstellungen zu populärer Musik konzipieren und realisieren. Dortmund, Verlag Kettler, 2020